# Immergentia
Immergentia is een mosdiertjesgeslacht uit de familie van de Immergentiidae en de orde Ctenostomatida. De wetenschappelijke naam ervan is in 1946 voor het eerst geldig gepubliceerd door Lars Silén.

## Soorten
- Immergentia angulata Soule & Soule, 1969
- Immergentia californica Silén, 1946
- Immergentia cheongpodensis Seo, Chae, Winston, Zágoršek & Gordon, 2018
- Immergentia orbignyana (Fischer, 1866)
- Immergentia patagoniana Pohowsky, 1978
- Immergentia philippinensis Soule, 1950
- Immergentia subangulata Pohowsky, 1978
- Immergentia suecica Silén, 1947
- Immergentia zelandica Silén, 1946